# Yves Meyer
Yves Meyer (* 19. července 1939, Paříž) je francouzský matematik specializující se na teorii vlnek (waveletů). Roku 2017 obdržel Abelovu cenu.
Narodil se v židovské rodině, vyrůstal v Tunisu. Vystudoval na École normale supérieure, poté působil na univerzitě ve Štrasburku (1966), na univerzitě Paris-Sud (1966-1980), École polytechnique (1980-1986), na univerzitě Paris-Dauphine (1986- 1995), v Centre national de la recherche scientifique (1995–1999) a poté na École normale supérieure (1999-2003).
Začínal teorií čísel, definoval například množiny (Meyerovy množiny), které slouží k popisu kvazikrystalů. Poté přesunul svůj zájem na harmonickou analýzu. A nakonec na vlnky. Definoval tzv. ortogonální symetrickou vlnku, tzv. Meyerovu vlnku. Jeho teorie mají praktické dopady v informačních technologiích a při tvorbě počítačového softwaru, zejména umožnily efektivnější komprimaci dat. Pomohly rovněž detekovat gravitační vlny projektem LIGO.